# Martin Turnovský
Martin Turnovský (29. září 1928, Praha – 19. května 2021, Vídeň) byl český dirigent.

## Životopis
Studoval dirigování na pražské AMU pod vedením tehdejšího šéfdirigenta České filharmonie Karla Ančerla a později u George Szella. V roce 1958 získal první cenu na mezinárodní dirigentské soutěži ve francouzském Besançonu.
V 60. letech 20. století působil jako šéfdirigent Plzeňského rozhlasového symfonického orchestru (1963-1966), poté se stal šéfdirigentem Saského státního orchestru v Drážďanech a zároveň i dirigentem Drážďanské státní opery (1966–1968). Po své emigraci do Rakouska v důsledku událostí roku 1968 v Československu, dirigoval orchestr Norské státní opery v Oslo (1975–1980), dále západoněmeckou Operu v Bonnu (1979–1983). Po svém návratu do vlasti po roce 1989 vedl Symfonický orchestr hlavního města Prahy FOK (1992–1996). V 60. letech také působil coby stálý hostující dirigent České filharmonie (1960–1968) a stálý dirigent Filharmonie Brno.
Po své emigraci do Rakouska vedl velmi mnoho dalších symfonických orchestrů, například: Newyorská filharmonie, Clevelandský orchestr, Detroitský symfonický orchestr, Londýnská filharmonie, Bavorský rozhlasový symfonický orchestr, Orchestr de la Suisse Romande, Vídeňská filharmonie, Bamberští symfonikové, Torontský symfonický orchestr, Birminghamský symfonický orchestr, Královská liverpoolská filharmonie, Tokijský metropolitní orchestr a mnohé jiné další.